# Жолбин, Анатолий Александрович
Анатолий Александрович Жолбин (1926—1999) — советский металлург, сталевар Кузнецкого металлургического комбината имени В. И. Ленина Министерства чёрной металлургии СССР. Герой Социалистического Труда (1971).

## Биография
Родился 23 марта 1926 года в селе Новоникольское Кокчетавского уезда Акмолинской губернии (ныне — Сандыктауский район Акмолинской области Казахстана).
С 1942 года, в период Великой Отечественной войны, после окончания восьми классов сельской школы, А. А. Жолбин переехал в город Сталинск Кемеровской области и начал свою трудовую деятельность шихтовщиком на Кузнецком металлургическом комбинате. В последующие годы работал в электросталеплавильном цехе этого предприятия — подручным сталевара и сталеваром высшего разряда, в совершенстве освоил технологию выплавки высоколегированных марок стали в электропечи.
А. А. Жолбин был инициатором рационализаторских предложения внедрённых в производство, экономический эффект от его предложений составил около 77,5 тысяч рублей. В 1949 и 1952 годах за высокие достижения в труде был награждён медалями «За трудовое отличие» и «За трудовую доблесть». 26 декабря 1952 года Указом Президиума Верховного Совета СССР «за высокие достижения в труде и перевыполнение плановых показателей» Анатолий Александрович Жолбин был награждён Орденом Трудового Красного Знамени.
22 марта 1966 года Указом Президиума Верховного Совета СССР «за высокие трудовые достижения и по итогам семилетнего плана (1959—1965)» Анатолий Александрович Жолбин был награждён Орденом Ленина.
30 марта 1971 года Указом Президиума Верховного Совета СССР «за выдающиеся успехи, достигнутые в выполнении заданий пятилетнего плана по развитию чёрной металлургии» Анатолий Александрович Жолбин был удостоен звания Героя Социалистического Труда с вручением Ордена Ленина и золотой медали «Серп и Молот».
Помимо основной деятельности занимался и общественно-политической работой: был членом партийного комитета Кузнецкого металлургического комбината, Новокузнецкого горкома и Кемеровского обкома КПСС, членом ВЦСПС, был делегатом на XIV и XV съезде профсоюзов СССР.
В 1968 году участвовал в плавке 100 млн тонны Новокузнецкой стали, в 1979 году участвовал в плавке 200 млн тонны Новокузнецкой стали.
В 1976 году вышел на заслуженный отдых. С 1976 по 1979 годы работал мастером по подготовке сталеваров в специальном профессионально-техническом училище.
Скончался 9 июля 1999 года в Новокузнецке.

## Награды
- Медаль «Серп и Молот» (30.03.1971)
- Орден Ленина (22.03.1966; 30.03.1971)
- Орден Трудового Красного Знамени (26.12.1952)
- Медаль «За трудовую доблесть» (26.12.1952)
- Медаль «За трудовое отличие» (05.05.1949)
- Медаль «За доблестный труд в Великой Отечественной войне 1941—1945 гг.»

## Память
- 13 мая 2013 года в городе Новокузнецке на Кузнецкстроевском проспекте на доме № 14 была открыта мемориальная доска в честь А. А. Жолбина.